# Centrale solaire de Malicounda
La centrale solaire de Malicounda est une centrale solaire photovoltaïque entrée en service en 2016 dans la région de Thiès, au Sénégal. D'une capacité de 22 MW la centrale s'ajoute à celle de Bokhol (Dagana), en service depuis 2015, au sein d'un secteur renouvelable en plein essor. Malicounda compte 90 000 panneaux solaires sur une surface de 100 ha pour fournir du courant vert à 9 000 foyers sénégalais. Elle est le fruit d'une coopération entre Senelec et la société italienne Solaria Group.